# Prednison
Prednison (früher auch Metacortandracin genannt) ist ein künstliches Glucocorticoid. Es ist eine Vorstufe und wird in der Leber in die aktive Substanz Prednisolon umgewandelt.

## Geschichte
Prednison wurde in den frühen 1950er Jahren von Wissenschaftlern der Chemical Research and Development Division der Schering Corporation in den USA (später Firma Schering-Plough) entdeckt. Der Beitrag des Mikrobiologen Arthur Nobile war dabei entscheidend.
Die Zulassung als Arzneistoff durch die amerikanische Arzneimittelbehörde FDA erfolgte 1955. Anfang der 1960er Jahre wurde Prednison unter dem Markennamen Meticorten vertrieben.
Zum Strukturbeweis diente  die Synthese aus dem leicht zugänglichen 21-Acetat des 17α,21-Dihydroxy-pregnan-3,11,20-trions oder einem Diastereomeren.

## Gebrauch
Prednison ist ein hochwirksames immunsupprimierendes und immunmodulierendes Mittel. Es kann dadurch bei vielen Erkrankungen eingesetzt werden, bei denen das Immunsystem ursächlich beteiligt ist (Autoimmunerkrankungen), eine Entzündungsreaktion des Körpers nicht erwünscht ist (etwa Asthma oder Allergie) oder z. B. zur Verhinderung einer Abstoßungsreaktion nach Organtransplantation. Auch wird es bei einer Milzvergrößerung, etwa durch einen Blut-Portalstau an der Leber bedingt, eingesetzt, um eine damit verbundene Thrombozytopenie, also einem Mangel an Blutplättchen, zu bekämpfen.
Außerdem wird Prednison im Rahmen der Chemotherapie verschiedener Krebsarten (z. B. Akute lymphatische Leukämie, Hodgkin-Lymphom, Non-Hodgkin-Lymphom) eingesetzt.

## Abhängigkeit
Wenn Prednison länger als sieben Tage eingenommen wird, kommt es zur Einschränkung der körpereigenen Produktion der Glukokortikoide in der Nebenniere und zur Abhängigkeit von der künstlichen Prednisonzufuhr. Aus diesem Grund sollte Prednison nicht abrupt abgesetzt werden, wenn die Behandlung länger als 1–2 Wochen andauert, sondern die Dosis muss langsam reduziert werden. Diese Entwöhnung dauert meist nur wenige Tage nach einer kurzfristigen Prednison-Einnahme, kann aber nach einer Langzeitbehandlung Wochen oder sogar Monate dauern.
Abrupter Prednison-Entzug kann zu lebensbedrohlichen Zuständen führen, die mit der Addison-Krankheit verwandt sind (Addison-Krise).

## Äquivalenzdosen
Die relative entzündungshemmende Äquivalenzdosis anderer Präparate, welche beachtet werden muss, wenn Prednison die Einnahme eines anderen Glukokortikoids ersetzen soll, lässt sich aus der folgenden Beziehung ablesen:
5 mg Prednison ⇔ 5 mg Prednisolon ⇔ 0,75 mg Dexamethason ⇔ 4 mg Triamcinolon ⇔ 4 mg Methylprednisolon ⇔ 20 mg Hydrocortison ⇔ 25 mg Cortison.

## Handelsnamen
Monopräparate
Decortin (D), Predni Tablinen (D), Rectodelt (D), Prednison 5 léčiva (CZ, SK), Prednison AVMC (CZ) diverse Generika (D, CH)
Kombinationspräparate
Fluorex (A)